# Apichai Natal
Apichai Natal (ur. 15 września 1996) – tajski zapaśnik walczący w stylu klasycznym. Zajął czternaste miejsce na igrzyskach azjatyckich w 2018. Dziewiąty na mistrzostwach Azji w 2016. Srebrny medalista igrzysk Azji Południowo-Wschodniej w 2019 i brązowy w 2023 roku.